# Serguei Kirienko
Serguei Vladilènovitx Kirienko (en rus Серге́й Владиле́нович Кирие́нко) (nascut el 26 de juliol de 1962) fou Primer Ministre de Rússia del 23 de març al 23 d'agost de 1998, nomenat per Borís Ieltsin en substitució de Víktor Txernomirdin. La Duma no el confirmà fins al 24 d'abril. Abans d'ocupar el càrrec, Kirienko fou ministre d'energia. Ha estat diputat per la Unió de Forces de la Dreta, del 2000 al 2005 fou president del Districte Federal del Volga, i el 2005 fou nomenat cap de Rosatom (l'Agència Federal d'Energia Atòmica), des d'on defensà la proposta de Vladímir Putin de crear un sistema internacional d'urani enriquit.